# Anja von Marenholtz

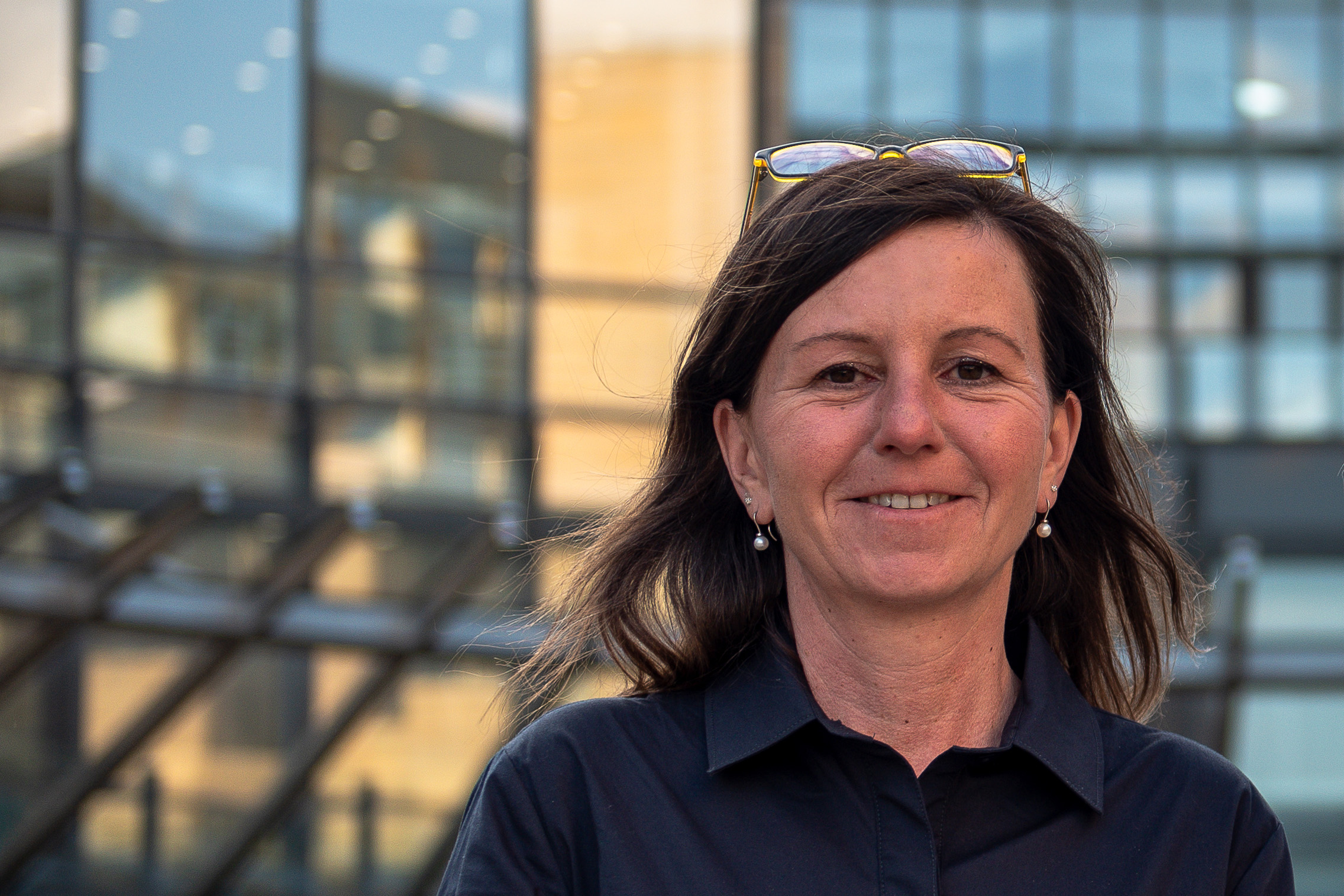
Anja von Marenholtz vor dem Landtag in Düsseldorf im Juni 2022

Anja von Marenholtz (* 29. Januar 1971 in Köln als Anja Diemer) ist eine deutsche Politikerin (Bündnis 90/Die Grünen). Bei der Landtagswahl in Nordrhein-Westfalen 2022 erhielt sie ein Abgeordnetenmandat im Landtag von Nordrhein-Westfalen.

## Leben
Anja von Marenholtz absolvierte eine Ausbildung zur Industriekauffrau bei Siemens und studierte mehrere Semester Rechtswissenschaften. Sie ist verheiratet, hat drei Kinder und lebt in Pulheim.

## Partei und Politik

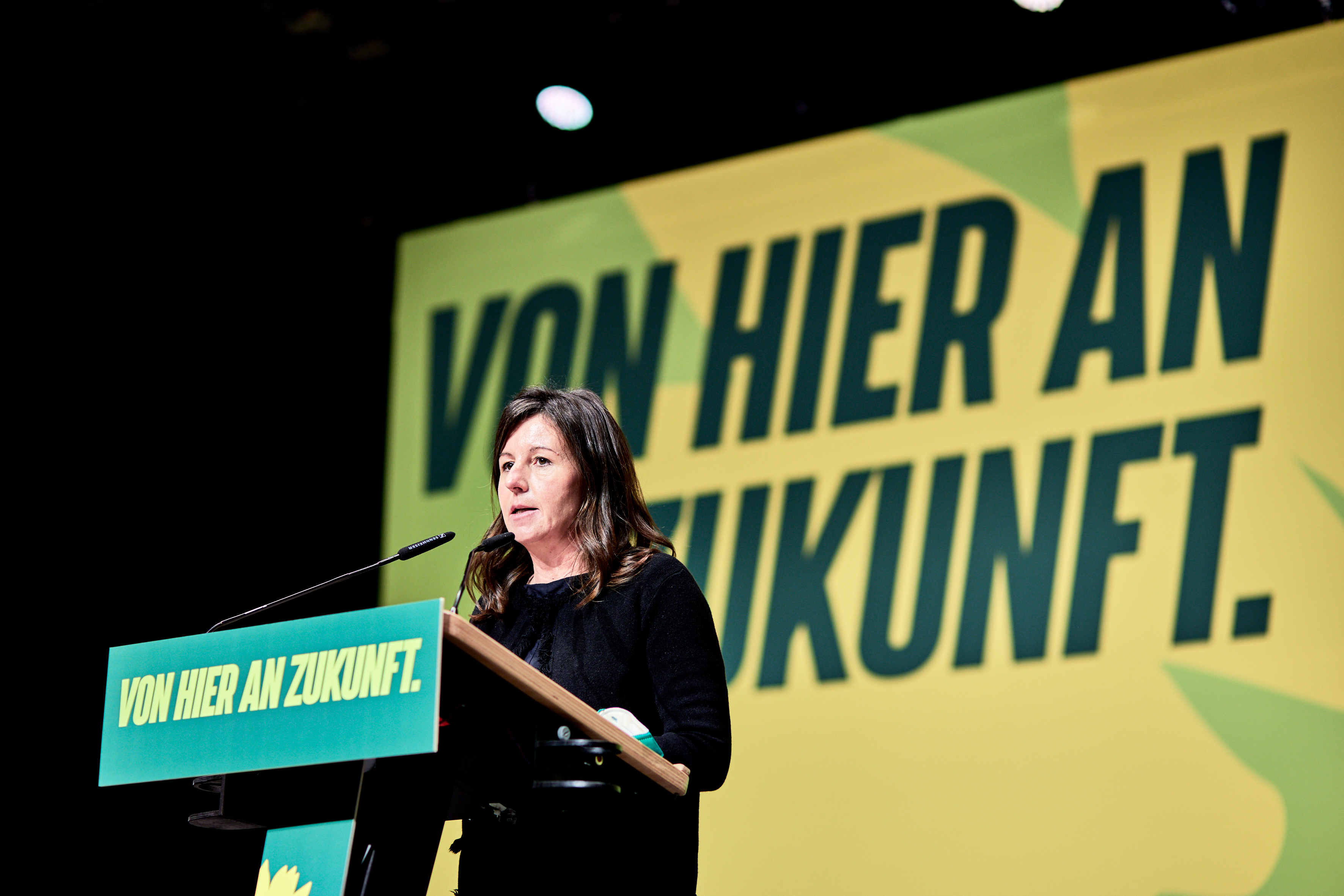
Anja von Marenholtz bei ihrer Bewerbung für die Landesliste (2021)

Marenholtz trat 2010 in die Partei Bündnis 90/Die Grünen ein. Sie ist dort seit 2018 Landesschatzmeisterin der Grünen NRW, war von 2017 bis 2018 Vorsitzende im Kreisverband Rhein-Erft sowie von 2011 bis 2022 Ortsvereins-Sprecherin in Pulheim. 2014 wurde sie in den Rat der Stadt Pulheim gewählt und amtierte dort bis zu ihrer Wahl in den Landtag als stellvertretende Fraktionssprecherin.
Bereits bei der Landtagswahl 2017 kandidierte von Marenholtz als Direktkandidatin im Landtagswahlkreis Rhein-Erft-Kreis I, verpasste mit 4,3 % jedoch deutlich den Einzug in den Landtag. 2022 zog sie schließlich über Platz 33 der Landesliste ihrer Partei in das Parlament ein.